# Denaeantha nivigera
Denaeantha nivigera är en fjärilsart som beskrevs av Diakonoff 1941. Denaeantha nivigera ingår i släktet Denaeantha och familjen vecklare. Inga underarter finns listade i Catalogue of Life.